# Campionati del mondo di atletica leggera 1987 - Salto triplo
La gara del salto triplo maschile dei Campionati del mondo di atletica leggera 1987 si è svolta tra il 30 e il 31 agosto.

## Podio
| Pos.    | Atleta         | Nazionalità      | Prestazione |
| ------- | -------------- | ---------------- | ----------- |
| Oro     | Christo Markov | Bulgaria         | 17,92 m     |
| Argento | Mike Conley    | Stati Uniti      | 17,67 m     |
| Bronzo  | Oleg Sakirkin  | Unione Sovietica | 17,43 m     |

## Situazione pre-gara

### Record
Prima di questa competizione, il record del mondo (RM) e il record dei campionati (RC) erano i seguenti:
| Record                | Prestazione    | Atleta                    | Data                                     | Competizione  |
| --------------------- | -------------- | ------------------------- | ---------------------------------------- | ------------- |
| Record mondiale       | 17,97 m (+1,5) | Willie Banks Stati Uniti  | 16 giugno 1985 Indianapolis, Stati Uniti |               |
| Record dei campionati | 17,42 m        | Zdzisław Hoffmann Polonia | 8 agosto 1983 Helsinki, Finlandia        | Mondiali 1983 |

### Campioni in carica
I campioni in carica a livello olimpico e mondiale erano:
| Campione | Atleta                    | Prestazione    | Data                                   | Competizione         |
| -------- | ------------------------- | -------------- | -------------------------------------- | -------------------- |
| Olimpico | Al Joyner Stati Uniti     | 17,26 m        | 4 agosto 1984 Los Angeles, Stati Uniti | Giochi olimpici 1984 |
| Mondiale | Zdzisław Hoffmann Polonia | 17,42 m (+0,6) | 8 agosto 1983 Helsinki, Finlandia      | Mondiali 1983        |

### La stagione
Prima di questa gara, gli atleti con le migliori tre prestazioni dell'anno erano:
| Pos. | Atleta                                | Prestazione    | Data                                     |
| ---- | ------------------------------------- | -------------- | ---------------------------------------- |
| 1    | Mike Conley Stati Uniti               | 17,87 m (+1,7) | 27 giugno 1987 San Jose, Stati Uniti     |
| 2    | Hristo Markov Bulgaria                | 17,81 m (+2,0) | 31 maggio 1987 Sofia, Bulgaria           |
| 3    | Aljaksandr Kavalenka Unione Sovietica | 17,77 m (+1,0) | 18 luglio 1987 Brjansk, Unione Sovietica |

## Risultati[3][4]

### Turni eliminatori
| 2Gruppi | 30 agosto | 32 iscritti    | Si qualificano alla finale chi supera i 16,85 m (Q) o si trova almeno tra i primi 12. |
| Finale  | 31 agosto | 13 concorrenti |                                                                                       |

### Qualificazioni
Domenica 30 agosto 1987
| Pos. | Atleta               | Nazione          | Misura  | Vento (m/s) | Note |
| ---- | -------------------- | ---------------- | ------- | ----------- | ---- |
| 1    | Oleg Sakirkin        | Unione Sovietica | 17,35 m | (-0,1)      | Q    |
| 2    | Oleg Protsenko       | Unione Sovietica | 17,08 m | (+2,0)      | Q    |
| 3    | Mike Conley          | Stati Uniti      | 17,06 m | (+1,5)      | Q    |
| 4    | Zdzisław Hoffmann    | Polonia          | 16,73 m | (+1,1)      | q    |
| 5    | Dario Badinelli      | Italia           | 16,64 m | (+0,3)      | q    |
| 6    | Ivan Slanar          | Cecoslovacchia   | 16,57 m | (+1,3)      | q    |
| 7    | Norifumi Yamashita   | Giappone         | 16,57 m | (+0,5)      | q    |
| 8    | Didier Falise        | Belgio           | 16,51 m | (+1,1)      |      |
| 9    | José Leitão          | Portogallo       | 16,17 m | (+1,2)      |      |
| 10   | Frank Rutherford     | Bahamas          | 15,99 m | (+0,8)      |      |
| 11   | Francisco dos Santos | Brasile          | 15,85 m | (-0,7)      |      |
| 12   | Arne Holm            | Svezia           | 15,76 m | (-0,5)      |      |
| 13   | José Salazar         | Venezuela        | 15,76 m | (+0,5)      |      |
| 14   | Ajayi Agbebaku       | Nigeria          | 15,66 m | (-0,8)      |      |
| 15   | Toussaint Rabenala   | Madagascar       | 15,53 m | (+0,2)      |      |
| 16   | Paulo Franco Noronha | Mozambico        | 14,62 m | (+0,5)      |      |

| Pos. | Atleta               | Nazione          | Misura  | Vento (m/s) | Note                          |
| ---- | -------------------- | ---------------- | ------- | ----------- | ----------------------------- |
| 1    | Christo Markov       | Bulgaria         | 17,20 m | (+1,1)      | Q                             |
| 2    | Aljaksandr Kavalenka | Unione Sovietica | 17,16 m | (+0,2)      | Q                             |
| 3    | Peter Bouschen       | Germania Ovest   | 17,01 m | (-0,2)      | Q                             |
| 4    | Jacek Pastusiński    | Polonia          | 17,00 m | (-0,6)      | Q                             |
| 5    | Norbert Elliott      | Bahamas          | 16,65 m | (+0,4)      | q                             |
| 6    | Joseph Taiwo         | Nigeria          | 16,63 m | (+0,4)      | q                             |
| 7    | Georgi Pomashki      | Bulgaria         | 16,49 m | (0,0)       |                               |
| 8    | Francis Dodoo        | Ghana            | 16,48 m | (+0,5)      |                               |
| 9    | Serge Hélan          | Francia          | 16,41 m | (+0,5)      |                               |
| 10   | Charles Simpkins     | Stati Uniti      | 16,40 m | (+0,7)      |                               |
| 11   | Willie Banks         | Stati Uniti      | 16,37 m | (+0,7)      |                               |
| 12   | Djordje Kožul        | Jugoslavia       | 16,37 m | (-0,5)      |                               |
| 13   | Edrick Floreal       | Canada           | 16,33 m | (-0,1)      |                               |
| 14   | Edward Cruden        | Suriname         | 15,32 m | (-0,5)      | Miglior prestazione personale |
| 15   | Marios Hadjiandreou  | Cipro            | 14,78 m | (+0,6)      |                               |
| 16   | Mohamed Zaki Sadri   | Malaysia         | nm      |             |                               |

### Finale
Lunedì 31 agosto 1987
| Pos | Atleta               | Nazionalità      | 1ª prova | 2ª prova | 3ª prova | 4ª prova | 5ª prova | 6ª prova | Risultato                | Note                                   |
| --- | -------------------- | ---------------- | -------- | -------- | -------- | -------- | -------- | -------- | ------------------------ | -------------------------------------- |
|     | Christo Markov       | Bulgaria         | 17,70 m  | 17,73 m  | x        | 17,92 m  | x        | x        | 17,92 m Vento (m/s)=+1,6 | Record dei campionati · Record europeo |
|     | Mike Conley          | Stati Uniti      | 17,34 m  | 17,37 m  | x        | 17,65 m  | x        | 17,67 m  | 17,67 m (-1,0)           |                                        |
|     | Oleg Sakirkin        | Unione Sovietica | 17,03 m  | 17,36 m  | 17,31 m  | x        | 17,29 m  | 17,43 m  | 17,43 m (+1,4)           | Miglior prestazione personale          |
| 4   | Aljaksandr Kavalenka | Unione Sovietica | 17,38 m  | x        | x        | x        | 16,81 m  | 16,99 m  | 17,38 m (-1,0)           |                                        |
| 5   | Jacek Pastusiński    | Polonia          | 17,27 m  | 17,20 m  | 17,13 m  | 17,28 m  | 17,35 m  | 17,26 m  | 17,35 m (+1,7)           | Miglior prestazione personale          |
| 6   | Joseph Taiwo         | Nigeria          | 17,29 m  | x        | 17,09 m  | 16,82 m  | 16,96 m  | x        | 17,29 m (+3,9)           |                                        |
| 7   | Peter Bouschen       | Germania Ovest   | x        | 17,26 m  | x        | 17,08 m  | 16,73 m  | 16,72 m  | 17,26 m (+3,6)           |                                        |
| 8   | Oleg Protsenko       | Unione Sovietica | x        | x        | 17,23 m  | x        | x        | 10,00 m  | 17,23 m (+3,9)           |                                        |
| 9   | Norbert Elliott      | Bahamas          |          |          |          |          |          |          | 16,79 m (+1,9)           | Miglior prestazione personale          |
| 10  | Ivan Slanar          | Cecoslovacchia   |          |          |          |          |          |          | 16,69 m (+0,9)           |                                        |
| 11  | Dario Badinelli      | Italia           |          |          |          |          |          |          | 16,63 m (+0,5)           |                                        |
| 12  | Zdzisław Hoffmann    | Polonia          |          |          |          |          |          |          | 16,58 m (+1,9)           |                                        |
| 13  | Norifumi Yamashita   | Giappone         |          |          |          |          |          |          | nm                       |                                        |